# Norala
Norala ist eine philippinische Stadtgemeinde in der Provinz South Cotabato. Sie hat 46.642 Einwohner (Zensus 1. August 2015).

## Baranggays
Norala ist administrativ in 14 Baranggays unterteilt:
- Dumaguil
- Esperanza
- Kibid
- Lapuz
- Liberty
- Lopez Jaena
- Matapol
- Poblacion
- Puti
- San Jose
- San Miguel
- Simsiman
- Tinago
- Benigno Aquino, Jr.